# Małaja Bieriezina (wieś)
Małaja Bieriezina (ros. Малая Березина) – wieś (ros. деревня, trb. dieriewnia) w zachodniej Rosji, w osiedlu wiejskim Lubawiczskoje rejonu rudniańskiego w obwodzie smoleńskim.

## Geografia
Miejscowość położona jest nad Bierieziną, 3,5 km od granicy z Białorusią, 18,5 km od drogi magistralnej M1 «Białoruś», 8 km od drogi regionalnej 66N-1608 (R120 / Rudnia – Lubawiczi – Wołkowo), 17 km od drogi federalnej R120 (Orzeł – Briańsk – Smoleńsk – granica z Białorusią), 8 km od centrum administracyjnego osiedla wiejskiego (Lubawiczi), 19 km od centrum administracyjnego rejonu (Rudnia), 78 km od Smoleńska.

## Demografia
W 2010 r. miejscowość zamieszkiwało 14 osób.

## Historia
W czasie II wojny światowej od lipca 1941 roku wieś była okupowana przez hitlerowców. Wyzwolenie nastąpiło w październiku 1943 roku.